# Verden ifølge Garp (film)
Verden ifølge Garp (eng: The World According to Garp) er en amerikansk dramakomediefilm fra 1982 instrueret og produceret af George Roy Hill og baseret på John Irvings bog af samme navn. Filmen har Robin Williams i titelrollen som T.S. Garp. Derudover medvirker Glenn Close og John Lithgow, der henholdsvis fik Oscarnomineringer i kategorierne Oscar for bedste kvindelige birolle og Oscar for bedste mandlige birolle.

## Handling
Man følger T.S. Garp gennem hele hans relativt korte liv, lige fra hans usædvanlige undfangelse og til hans død.
Garp vokser op på den drengeskole, hvor hans mor, Jenny Fields, har jobbet som sygeplejerske. Som 18-årig flytter han til New York, sammen med sin mor, for at starte sin karriere som forfatter. Det er dog kun moderen, Jenny Fields, der får succes.

## Medvirkende
- Robin Williams som T.S. Garp
- Mary Beth Hurt som Helen Holm
- Glenn Close som Jenny Fields
- John Lithgow som Roberta Muldoon
- Hume Cronyn som Mr. Fields
- Jessica Tandy som Mrs. Fields
- Swoosie Kurtz som Luderen
- Peter Michael Goetz som John Wolf